# Amasia (Shirak)
Pour les articles homonymes, voir Amasia.
Amasia (en arménien Ամասիա) est une communauté rurale du marz de Shirak en Arménie. En 2008, elle compte 2 214 habitants.